# Louňová
Louňová (deutsch Launau) ist eine Gemeinde mit 64 Einwohnern in Tschechien. Sie liegt sechs Kilometer südwestlich  von Blovice am Přešínský potok und gehört zum Okres Plzeň-jih. Die Katasterfläche beträgt 607 ha.

## Geographie
Louňová befindet sich in 471 m ü. M. in einem rechten Seitental der Úslava. Nachbarorte sind Struhaře im Norden, Nechanice und Kbely im Nordosten, Přešín im Osten, Sedliště im Süden, Vilémov im Südwesten, Myť, Ždírec, Žďár und Smederov im Westen, sowie Hradišťská Lhotka und Hradišťský Újezd im Nordwesten.

## Geschichte
Die erste urkundliche Erwähnung von Louňová stammt aus dem Jahre 1358.

## Gemeindegliederung
Für Louňová sind keine Ortsteile ausgewiesen.

## Sehenswürdigkeiten
- Kapelle